# 宜城市第一中学
宜城市第一中学，简称宜城一中。位于湖北省宜城市中华路388号，建校于1941年8月。学校占地16.7万平方米，建筑面积7.8万平方米。在籍学生月尾4885人，共有64个教学班，在岗教职工312人。

## 国际合作
学校与美国东洛杉矶学院签订了校际友好合作协议，东洛杉矶学院将为宜城一中提供免托福成绩入学待遇，并为被推荐的学生提供勤工俭学机会。